# Sarlós Boldogasszony-templom (Siófok)
A siófoki Sarlós Boldogasszony-templom egy barokk és neoromán stílusban épült plébániatemplom, nem messze a város főterétől. Az épület a Kaposvári egyházmegye területén fekszik, a Siófoki járás meghatározó temploma, és Siófok arculatának egyik legemblematikusabb épülete.

## Története
Fuk (Siófok középkori neve) neve már az 1055-ös tihanyi apátság alapítólevelében is szerepel, mint helységnév. Itt állomásozott a török sereg balatoni flottája, amely mindent elpusztított a vidéken, a középkori templomot is beleértve. Ezért a veszprémi káptalan telepesekkel népesítette be az egykor virágzó Fokot. A középkori templom helyén 1700 körül szerény kápolnát emeltek, plébániáját pedig 1711-ben állították vissza. A barokk plébániatemplom 1737-ben épült Szűz Mária Szeplőtlen Fogantatásának tiszteletére. 1885-ben kezdte el a veszprémi káptalan a telkek parcellázását. A rohamosan fejlődő fürdőhely szükségessé tette egy új, nagyobb templom építését. A régi barokk templomot, amely a Fő utcával párhuzamosan állt, a torony kivételével teljesen lebontották, az ennek helyére épült (1903 és 1904 között) mai neoromán templomot 1904. július 3-án Sarlós Boldogasszony tiszteletére szentelte fel Báró Hornig Károly veszprémi püspök.
A plébánia területéhez a Fő utca plébániatemplomon kívül további négy templom tartozik: az 1995-ben Szent Lőrinc tiszteletére emelt Szépvölgyi utcai templom; a Darnay téren álló Szent Kereszt Felmagasztalása tiszteletére felszentelt templom; a széplaki városrészben álló, 1942-ben épített Szent Anna kápolna és a Törekiben Szent Péter és Pál tiszteletére 1990-ben emelt templom.
A plébánia, a város területén a rászorulók szolgálatában jelentős segítséget nyújtanak a Ferences Szegénygondozó Nővérek. Rendházuk a Kele utcában található.

## Festmények, alkotások
A neoklasszicista stációképeket Büky Béla készítette 1928-ban. A diadalív festményei Leszkovszky György alkotásai (1938). Bejárati ajtaja felett Muzsinszki Nagy Endre, nemzetközi hírű festőművész alkotása látható. Középen Magyarország Védasszonya ül a trónon, és fogadja a magyar szentek hódolatát. A templom üvegfestményei Róth Miksa műhelyében készültek. Az épület szentélyét a II. Vatikáni Zsinat rendelkezései alapján 1980-ban Osztie György színtervei szerint alakították át. A pasztoforium Madarassy István ötvösművész munkája. A főoltár mögött látható egy 17. századi tiroli mester nagyszerű alkotása, a fejét jobbra hajtó szakállas, töviskoronás Krisztus. A Balaton környék legnagyobb orgonája ebben a templomban található.  A Paulus Frigyes orgonaépítő mester készítette hangszerbe összesen 2432 sípot építettek bele.

## Miserend
| Hétfő     | 7:00  |       |       |       |
| Kedd      | 19:00 |       |       |       |
| Szerda    | 19:00 |       |       |       |
| Csütörtök | 19:00 |       |       |       |
| Péntek    | 19:00 |       |       |       |
| Szombat   | 19:00 |       |       |       |
| Vasárnap  | 8:00  | 10:00 | 11:30 | 19:00 |

## Részletek
- egész évben tartanak esküvőket
- parkolási lehetőség ingyenes
- legutóbb 1980-ban felújítva
- a 23/1997 számú rendelet alapján helyi építészeti értékvédelem alatt áll
- Tel: 06-84-310-484
- Honlap: https://siofok-plebania.eoldal.hu/ Archiválva 2020. november 9-i dátummal a Wayback Machine-ben